# تور دي أفينير 2011
تور دي أفينير 2011 (بالفرنسية: Tour de l'Avenir 2011)‏ هو سباق دراجات هوائية، وهو الموسم رقم 48 من السباق، وأقيم خلال الفترة 4 سبتمبر 2011، وحتى 11 سبتمبر 2011، وامتدّ لمسافة 1101.6 كيلومتر، وهو أحد سباقات طواف أوروبا للدراجات 2010–11، وهو من نوع سباق المرحلة، وهو من نوع سباق الدراجات، وقد شارك في السباق 108 متسابقاً ووصل إلى نهايته 84 متسابقاً.
فاز فيه بالمركز الأول استيبان تشافيس، وبالمركز الثاني David Boily ‏، وبالمركز الثالث ماتيا كاتانيو، والفريق الفائز في ترتيب الفرق Frech men's U23 national road cycling team 2011.

## الفرق
| فرق وطنية (16)- منتخب كولومبيا لسباق الدراجات على الطريق للرجال تحت 23 سنة 2011‏ - منتخب الولايات المتحدة لسباق الدراجات على الطريق للرجال تحت 23 سنة 2011 ‏ - منتخب فرنسا الوطني لركوب الدراجات للرجال تحت 23 سنة 2011 ‏ - منتخب إيطاليا لسباق الدراجات على الطريق للرجال تحت 23 سنة 2011 ‏ - منتخب الدنمارك لسباق الدراجات على الطريق للرجال تحت 23 سنة 2011 ‏ - منتخب بلجيكا لسباق الدراجات على الطريق للرجال تحت 23 سنة 2011 ‏ - منتخب كازاخستان الوطني لسباق الدراجات على الطريق للرجال تحت 23 سنة 2011‏ - منتخب ألمانيا لسباق الدراجات على الطريق للرجال تحت 23 سنة 2011 ‏ - منتخب المملكة المتحدة لسباق الدراجات على الطريق للرجال تحت 23 سنة 2011 ‏ - منتخب النمسا لسباق الدراجات على الطريق للرجال تحت 23 سنة 2011 ‏ - منتخب إسبانيا لسباق الدراجات على الطريق للرجال تحت 23 سنة 2011 ‏ - النرويج تحت 23 سنة - منتخب كنيديان الوطني لسباق الدراجات على الطريق للرجال تحت 23 سنة 2011‏ - منتخب سويسرا لسباق الدراجات على الطريق للرجال تحت 23 سنة 2011 ‏ - منتخب أستراليا لسباق الدراجات على الطريق للرجال تحت 23 سنة 2011 ‏ - منتخب التشيك الوطني لسباق الدراجات على الطريق للرجال تحت 23 سنة 2011‏ Unknown team category- Mixed men's U23 UCI‏ |  |
| |  |

## المراحل
| المرحلة   | التاريخ   | الدورة                              | type                  | المسافة (كم) | الفائز بالمرحلة | القائد العام   |
| --------- | --------- | ----------------------------------- | --------------------- | ------------ | --------------- | -------------- |
| المقدمة   | 4 سبتمبر  | Yutz ‏ – Yutz ‏                       | مرحلة سباق الزمن فردي | 6٫6          | مايكل هيبورن    | مايكل هيبورن   |
| المرحلة 1 | 5 سبتمبر  | Yutz ‏ – لونفيل                      | مرحلة التلال          | 160٫5        | مورينو هوفلاند  | روهان دنيس     |
| المرحلة 2 | 6 سبتمبر  | Rambervillers ‏ – Bruyères ‏          | مرحلة متوسطة          | 151          | ووتر فيبرت      | روهان دنيس     |
| المرحلة 3 | 7 سبتمبر  | Gérardmer ‏ – بورينتري               | مرحلة جبلية           | 166٫5        | مايكل هيبورن    | David Boily ‏   |
| المرحلة 4 | 8 سبتمبر  | بورينتري – Arbois ‏                  | مرحلة متوسطة          | 153٫5        | نيكياس أرندت    | David Boily ‏   |
| المرحلة 5 | 9 سبتمبر  | Champagnole ‏ – Salève ‏              | مرحلة جبلية           | 171٫5        | رومان بارديه    | David Boily ‏   |
| المرحلة 6 | 10 سبتمبر | فوسانو – فوسانو                     | مرحلة متوسطة          | 153٫5        | سيمون ييتس      | David Boily ‏   |
| المرحلة 7 | 11 سبتمبر | Alba-la-Romaine ‏ – Alba-la-Romaine ‏ | مرحلة متوسطة          | 138٫5        | وارن بارجويل    | استيبان تشافيس |

## التصنيف العام النهائي
| \| التصنيف العام \| التصنيف العام \| التصنيف العام \| التصنيف العام \| التصنيف العام \| \| العداء \| العداء \| الفريق \| الوقت \| \| \| ------------- \| ------------------------ \| --------------------------------------------------------------------------- \| -------------- \| ------------- \| \| 1 \| استيبان تشافيس \| منتخب كولومبيا لسباق الدراجات على الطريق للرجال تحت 23 سنة 2011‏ \| 28 س 20 د 22 ث \| \| \| 2 \| David Boily [الإنجليزية]‏ \| منتخب كنيديان الوطني لسباق الدراجات على الطريق للرجال تحت 23 سنة 2011‏ \| + 17 ث \| \| \| 3 \| ماتيا كاتانيو \| منتخب إيطاليا لسباق الدراجات على الطريق للرجال تحت 23 سنة 2011 [لغات أخرى]‏ \| + 24 ث \| \| \| 4 \| فيجارد ستيك لاينجن \| النرويج تحت 23 سنة \| + 38 ث \| \| \| 5 \| وارن بارجويل \| منتخب فرنسا الوطني لركوب الدراجات للرجال تحت 23 سنة 2011 [لغات أخرى]‏ \| + 1 د 29 ث \| \| \| 6 \| ميخائيل رودريغيز \| منتخب كولومبيا لسباق الدراجات على الطريق للرجال تحت 23 سنة 2011‏ \| + 1 د 43 ث \| \| \| 7 \| جورج بريلير \| منتخب النمسا لسباق الدراجات على الطريق للرجال تحت 23 سنة 2011 [لغات أخرى]‏ \| + 1 د 46 ث \| \| \| 8 \| كريستوفر جول جينسين \| منتخب الدنمارك لسباق الدراجات على الطريق للرجال تحت 23 سنة 2011 [لغات أخرى]‏ \| + 1 د 48 ث \| \| \| 9 \| جوردي سيمون \| منتخب إسبانيا لسباق الدراجات على الطريق للرجال تحت 23 سنة 2011 [لغات أخرى]‏ \| + 1 د 55 ث \| \| \| 10 \| \| منتخب فرنسا الوطني لركوب الدراجات للرجال تحت 23 سنة 2011 [لغات أخرى]‏ \| + 2 د 00 ث \| \| |                     |                                                                       |                |  |
| |                     |                                                                       |                |  |
| مصدر: ProCyclingStats |                     |                                                                       |                |  |
| التصنيف العام |                     |                                                                       |                |  |
| العداء | العداء              | الفريق                                                                | الوقت          |  |
| 1 | استيبان تشافيس      | منتخب كولومبيا لسباق الدراجات على الطريق للرجال تحت 23 سنة 2011‏       | 28 س 20 د 22 ث |  |
| 2 | David Boily ‏        | منتخب كنيديان الوطني لسباق الدراجات على الطريق للرجال تحت 23 سنة 2011‏ | + 17 ث         |  |
| 3 | ماتيا كاتانيو       | منتخب إيطاليا لسباق الدراجات على الطريق للرجال تحت 23 سنة 2011 ‏       | + 24 ث         |  |
| 4 | فيجارد ستيك لاينجن  | النرويج تحت 23 سنة                                                    | + 38 ث         |  |
| 5 | وارن بارجويل        | منتخب فرنسا الوطني لركوب الدراجات للرجال تحت 23 سنة 2011 ‏             | + 1 د 29 ث     |  |
| 6 | ميخائيل رودريغيز    | منتخب كولومبيا لسباق الدراجات على الطريق للرجال تحت 23 سنة 2011‏       | + 1 د 43 ث     |  |
| 7 | جورج بريلير         | منتخب النمسا لسباق الدراجات على الطريق للرجال تحت 23 سنة 2011 ‏        | + 1 د 46 ث     |  |
| 8 | كريستوفر جول جينسين | منتخب الدنمارك لسباق الدراجات على الطريق للرجال تحت 23 سنة 2011 ‏      | + 1 د 48 ث     |  |
| 9 | جوردي سيمون         | منتخب إسبانيا لسباق الدراجات على الطريق للرجال تحت 23 سنة 2011 ‏       | + 1 د 55 ث     |  |
| 10 | FRA                 | منتخب فرنسا الوطني لركوب الدراجات للرجال تحت 23 سنة 2011 ‏             | + 2 د 00 ث     |  |

### تصنيف النقاط
| \| تصنيف النقاط \| تصنيف النقاط \| تصنيف النقاط \| تصنيف النقاط \| تصنيف النقاط \| \| العداء \| العداء \| الفريق \| النقاط \| \| \| ------------ \| -------------- \| ---------------------------------------------------------------------------------- \| ------------ \| ------------ \| \| 1 \| رومان بارديه \| منتخب فرنسا الوطني لركوب الدراجات للرجال تحت 23 سنة 2011 [لغات أخرى]‏ \| 135 نقطة \| \| \| 2 \| جوردي سيمون \| منتخب إسبانيا لسباق الدراجات على الطريق للرجال تحت 23 سنة 2011 [لغات أخرى]‏ \| 106 نقطة \| \| \| 3 \| نيكياس أرندت \| منتخب ألمانيا لسباق الدراجات على الطريق للرجال تحت 23 سنة 2011 [لغات أخرى]‏ \| 95 نقطة \| \| \| 4 \| استيبان تشافيس \| منتخب كولومبيا لسباق الدراجات على الطريق للرجال تحت 23 سنة 2011‏ \| 93 نقطة \| \| \| 5 \| ماتيا كاتانيو \| منتخب إيطاليا لسباق الدراجات على الطريق للرجال تحت 23 سنة 2011 [لغات أخرى]‏ \| 66 نقطة \| \| \| 6 \| ووتر فيبرت \| منتخب فرنسا الوطني لركوب الدراجات للرجال تحت 23 سنة 2011 [لغات أخرى]‏ \| 60 نقطة \| \| \| 7 \| جورج بريلير \| منتخب النمسا لسباق الدراجات على الطريق للرجال تحت 23 سنة 2011 [لغات أخرى]‏ \| 60 نقطة \| \| \| 8 \| وارن بارجويل \| منتخب فرنسا الوطني لركوب الدراجات للرجال تحت 23 سنة 2011 [لغات أخرى]‏ \| 59 نقطة \| \| \| 9 \| مورينو هوفلاند \| منتخب فرنسا الوطني لركوب الدراجات للرجال تحت 23 سنة 2011 [لغات أخرى]‏ \| 59 نقطة \| \| \| 10 \| سيمون ييتس \| منتخب المملكة المتحدة لسباق الدراجات على الطريق للرجال تحت 23 سنة 2011 [لغات أخرى]‏ \| 55 نقطة \| \| |                |                                                                         |          |  |
| |                |                                                                         |          |  |
| مصدر: ProCyclingStats |                |                                                                         |          |  |
| تصنيف النقاط |                |                                                                         |          |  |
| العداء | العداء         | الفريق                                                                  | النقاط   |  |
| 1 | رومان بارديه   | منتخب فرنسا الوطني لركوب الدراجات للرجال تحت 23 سنة 2011 ‏               | 135 نقطة |  |
| 2 | جوردي سيمون    | منتخب إسبانيا لسباق الدراجات على الطريق للرجال تحت 23 سنة 2011 ‏         | 106 نقطة |  |
| 3 | نيكياس أرندت   | منتخب ألمانيا لسباق الدراجات على الطريق للرجال تحت 23 سنة 2011 ‏         | 95 نقطة  |  |
| 4 | استيبان تشافيس | منتخب كولومبيا لسباق الدراجات على الطريق للرجال تحت 23 سنة 2011‏         | 93 نقطة  |  |
| 5 | ماتيا كاتانيو  | منتخب إيطاليا لسباق الدراجات على الطريق للرجال تحت 23 سنة 2011 ‏         | 66 نقطة  |  |
| 6 | ووتر فيبرت     | منتخب فرنسا الوطني لركوب الدراجات للرجال تحت 23 سنة 2011 ‏               | 60 نقطة  |  |
| 7 | جورج بريلير    | منتخب النمسا لسباق الدراجات على الطريق للرجال تحت 23 سنة 2011 ‏          | 60 نقطة  |  |
| 8 | وارن بارجويل   | منتخب فرنسا الوطني لركوب الدراجات للرجال تحت 23 سنة 2011 ‏               | 59 نقطة  |  |
| 9 | مورينو هوفلاند | منتخب فرنسا الوطني لركوب الدراجات للرجال تحت 23 سنة 2011 ‏               | 59 نقطة  |  |
| 10 | سيمون ييتس     | منتخب المملكة المتحدة لسباق الدراجات على الطريق للرجال تحت 23 سنة 2011 ‏ | 55 نقطة  |  |

### الفرق حسب الوقت
خطأ لوا في وحدة:Cycling_race على السطر 5482: attempt to concatenate local 'tableNewline' (a nil value).

### تصنيف الجبال
| \| تصنيف الجبال \| تصنيف الجبال \| تصنيف الجبال \| تصنيف الجبال \| تصنيف الجبال \| \| العداء \| العداء \| الفريق \| النقاط \| \| \| ------------ \| ------------------ \| --------------------------------------------------------------------------- \| ------------ \| ------------ \| \| 1 \| جاريكويتز برافو \| منتخب إسبانيا لسباق الدراجات على الطريق للرجال تحت 23 سنة 2011 [لغات أخرى]‏ \| 122 نقطة \| \| \| 2 \| استيبان تشافيس \| منتخب كولومبيا لسباق الدراجات على الطريق للرجال تحت 23 سنة 2011‏ \| 83 نقطة \| \| \| 3 \| تيم فيلانز \| منتخب بلجيكا لسباق الدراجات على الطريق للرجال تحت 23 سنة 2011 [لغات أخرى]‏ \| 80 نقطة \| \| \| 4 \| رومان بارديه \| منتخب فرنسا الوطني لركوب الدراجات للرجال تحت 23 سنة 2011 [لغات أخرى]‏ \| 45 نقطة \| \| \| 5 \| ماتيا كاتانيو \| منتخب إيطاليا لسباق الدراجات على الطريق للرجال تحت 23 سنة 2011 [لغات أخرى]‏ \| 40 نقطة \| \| \| 6 \| وارن بارجويل \| منتخب فرنسا الوطني لركوب الدراجات للرجال تحت 23 سنة 2011 [لغات أخرى]‏ \| 34 نقطة \| \| \| 7 \| مايكل فالغرين \| منتخب الدنمارك لسباق الدراجات على الطريق للرجال تحت 23 سنة 2011 [لغات أخرى]‏ \| 31 نقطة \| \| \| 8 \| يسبر هانسن \| منتخب الدنمارك لسباق الدراجات على الطريق للرجال تحت 23 سنة 2011 [لغات أخرى]‏ \| 28 نقطة \| \| \| 9 \| رودي مولار \| منتخب فرنسا الوطني لركوب الدراجات للرجال تحت 23 سنة 2011 [لغات أخرى]‏ \| 25 نقطة \| \| \| 10 \| فيجارد ستيك لاينجن \| النرويج تحت 23 سنة \| 23 نقطة \| \| |                    |                                                                  |          |  |
| |                    |                                                                  |          |  |
| مصدر: ProCyclingStats |                    |                                                                  |          |  |
| تصنيف الجبال |                    |                                                                  |          |  |
| العداء | العداء             | الفريق                                                           | النقاط   |  |
| 1 | جاريكويتز برافو    | منتخب إسبانيا لسباق الدراجات على الطريق للرجال تحت 23 سنة 2011 ‏  | 122 نقطة |  |
| 2 | استيبان تشافيس     | منتخب كولومبيا لسباق الدراجات على الطريق للرجال تحت 23 سنة 2011‏  | 83 نقطة  |  |
| 3 | تيم فيلانز         | منتخب بلجيكا لسباق الدراجات على الطريق للرجال تحت 23 سنة 2011 ‏   | 80 نقطة  |  |
| 4 | رومان بارديه       | منتخب فرنسا الوطني لركوب الدراجات للرجال تحت 23 سنة 2011 ‏        | 45 نقطة  |  |
| 5 | ماتيا كاتانيو      | منتخب إيطاليا لسباق الدراجات على الطريق للرجال تحت 23 سنة 2011 ‏  | 40 نقطة  |  |
| 6 | وارن بارجويل       | منتخب فرنسا الوطني لركوب الدراجات للرجال تحت 23 سنة 2011 ‏        | 34 نقطة  |  |
| 7 | مايكل فالغرين      | منتخب الدنمارك لسباق الدراجات على الطريق للرجال تحت 23 سنة 2011 ‏ | 31 نقطة  |  |
| 8 | يسبر هانسن         | منتخب الدنمارك لسباق الدراجات على الطريق للرجال تحت 23 سنة 2011 ‏ | 28 نقطة  |  |
| 9 | رودي مولار         | منتخب فرنسا الوطني لركوب الدراجات للرجال تحت 23 سنة 2011 ‏        | 25 نقطة  |  |
| 10 | فيجارد ستيك لاينجن | النرويج تحت 23 سنة                                               | 23 نقطة  |  |

## وصلات خارجية
- لمحة عن سباق تور دي أفينير 2011 على موقع  ProCyclingStats   (برو  سايكلنج  ستاتس) - إحصاءات  محترفي  الدراجات.

- تور دي أفينير 2011 على موقع إحصائيات الدراجات الإحترافية (الإنجليزية)